# 이첨한
이첨한(李瞻漢, 1654년-1693년)은 조선중기의 문신으로 기사환국 등에 연루되어 죽은 종친이다.

## 생애
조선중기의 문신으로 본관은 전주, 휘는 첨한(瞻漢), 초명은 주한(柱漢), 자는 혁윤(赫尹)이다. 종실 진성군(珍城君) 이해령(李海齡)의 손자이다. 아버지는 한평수(漢平守) 이연(李演)이고, 어머니는 도사(都事) 남양인(南陽人) 홍시적(洪時迪)의 딸로 신인 남양홍씨(愼人 南陽洪氏)이다.
부인은 절충장군(折衝將軍) 연안인(延安人) 김석구(金碩耈)의 딸로 공인 연안김씨(恭人 延安金氏)이다.
한평수의 2남으로 갑오(甲午) 1654년(효종 5) 2월 2일 탄생하여 1682년(숙종 8) 서인이 남인을 몰아내기 위해 꾸민 임술삼고변(壬戌三告變) 때 아버지 한평수(漢平 守) 이연(李演)과 연루되어 문초를 받았다.
1684년(숙종 10) 사헌부(司憲府) 감찰(監察)에 제수되고, 사은 받았다. 1687년(숙종 13) 종실 하천부정(夏川副正) 이의(李椅)와 문제로 귀향보내졌다가 서용되었다.
1689년(숙종 15) 기사환국(己巳換局, 기사사화) 때에 아버지와 연류되어 아버지는 벼슬을 추삭(追削) 당하고, 본인은 장류(杖流)를 당하고, 흑산도(黑山島)에 정배(定配) 되었다.
계유(癸酉) 1693년(숙종 15) 아직도 흑산도에서 유배 중인데 김필명(金必鳴) 등과 연명(聯名)하여 귀양살이하는 천얼(賤孽) 이만초(李晩初)를 벌 줄 것을 나주목(羅州牧)에 소장(訴狀)을 올렸다가 나주목에서 조정으로 보고되어 국문까지 열렸는데 병조판서 민종도(閔宗道) 등이 중궁(희빈 장씨)과 세자(경종)를 해하려한다는 내용이었다. 이때 오히려 모함하였다는 죄명으로 이해 1월 9일 향년 40세로 오사(誤死)하여 안성군(安城郡) 양성면(陽城面) 관동(冠洞) 해좌(亥坐)로 예장하였다.
1864년(고종 1) 특명으로 죄명이 말소되고 관작이 회복되었다.

## 가족관계
- 조부 : 진성군 이해령(珍城君 李海齡)
- 아버지 : 한평수 이연(漢平守 李演)
- 어머니 : 신인 남양홍씨(愼人 南陽洪氏), 도사(都事) 남양인(南陽人) 홍시적(洪時迪)의 딸.
- 부인 : 공인 연안김씨(恭人 延安金氏), 절충장군(折衝將軍) 연안인(延安人) 김석구(金碩耈)의 딸.